# 숭실대학교 (학교법인)
학교법인 숭실대학교(學校法人 崇實大學校, Soongsil University Educational Foundation)는 숭실대학교 등을 관리하는 학교법인이다. 숭실재단은 1953년에 초대 이사장 배민수를 대표로 설립된 학교 재단이다. 숭실학당을 재건하는 과정에서 중고등부가 따로 재건되었기 때문에 숭실중학교와 숭실고등학교는 다른 재단에 속한다.

## 이사회 구성
이사정수 11명, 재적이사 11명, 감사 2명로 구성되어 있다.
| - 임원 종류와 정수 이사 11인(이사장 1인 포함) 감사 2인 | - 임원 임기 이사 4년 감사 4년 (단, 1회에 한하여 중임 가능) |

- 이사 명단

2021년 4월 12일 기준
| 직위   | 이름                        | 직업 및 주요경력                                                            | 임기                                |
| ------ | --------------------------- | --------------------------------------------------------------------------- | ----------------------------------- |
| 이사   |                             |                                                                             |                                     |
| 이사장 | 오정현                      | 사랑의교회 담임목사, 사랑글로벌아카데미(SaGA) 총장                          | 2022년 11월 24일 ~ 2026년 1월 20일  |
| 이사   | 김영호                      | 일신방직(주) 회장, 한국메세나협회 회장                                      | 2021년 4월 9일 ~ 2025년 4월 8일     |
| 이사   | 이덕실 (개방이사)           | (주)수암제약 대표이사                                                       | 2021년 1월 28일 ~ 2025년 1월 27일   |
| 이사   | 박영립                      | 화우공익재단 이사장, 법무법인 화우 고문변호사, 전 사학분쟁조정위원회 위원장 | 2019년 3월 28일 ~ 2023년 3월 27일   |
| 이사   | 김영대 (개방이사)           | (주)대성산업 회장, 서울상공회의소 부회장                                    | 2018년 1월 16일 ~ 2022년 1월 15일   |
| 이사   | 변명식                      | (사)중소기업혁신전략연구원장, (사)한국유통학회 회장                         | 2018년 6월 17일 ~ 2022년 6월 16일   |
| 이사   | 이상춘                      | ㈜에스씨엘 대표이사, 상록수장학재단 이사장                                  | 2019년 6월 4일 ~ 2023년 6월 3일     |
| 이사   | 김한중 (개방이사, 교육이사) | 차병원그룹 미래전략위원회 회장, 학교법인 성광학원 이사                      | 2020년 6월 2일 ~ 2024년 6월 1일     |
| 이사   | 조재호                      | 고척교회 위임목사, 대한예수교장로회 총회 서기                               | 2020년 6월 2일 ~ 2024년 6월 1일     |
| 이사   | 장범식 (교육이사)           | 숭실대학교 총장, 서울아이비포럼 이사장                                      | 2021년 2월 1일 ~ 2025년 1월 31일    |
| 이사   | 정명철                      | 도림교회 담임목사, 실로암 복지재단 이사                                     | 2021년 3월 17일 ~ 2025년 3월 16일   |
| 이사   | 감사                        |                                                                             |                                     |
| 감사   | 감관주 (개방감사)           | 법무법인(유) 원 고문, ㈜한강시네폴리스개발 대표이사                         | 2020년 8월 11일 ~ 2023년 8월 10일   |
| 감사   | 이효금 (공인회계사)         | 태성회계법인 공인회계사                                                     | 2018년 10월 20일 ~ 2021년 10월 19일 |

## 대학평의원회
숭실대학교의 교육에 관한 중요사항을 심의하기 위하여 설치된 기관이다.
- 평의원회 구성

교원·직원 및 학생을 대표하거나, 동문과 대학발전에 기여할 수 있는 사람을 총장이 위촉하여 12인의 평의원을 선정한다.
1. 교원 5인
2. 직원 8인
3. 학생 2인

## 역대 이사장
| 대수     | 이름   | 임기                      | 시기       |
| -------- | ------ | ------------------------- | ---------- |
| 초대     | 배민수 | 1953년 12월 ~ 1957년 6월  | 숭실대학   |
| 2대      | 김형남 | 1957년 7월 ~ 1967년 1월   | 숭실대학   |
| 3대      | 김형남 | 1957년 7월 ~ 1967년 1월   | 숭실대학   |
| 4대      | 김형남 | 1957년 7월 ~ 1967년 1월   | 숭실대학   |
| 5대      | 한경직 | 1967년 2월 ~ 1970년 9월   | 숭실대학   |
| 6대      | 타요한 | 1971년 1월 ~ 1971년 12월  | 숭전대학   |
| 6대      | 타요한 | 1971년 12월 ~ 1972년 12월 | 숭전대학교 |
| 7대      | 김형남 | 1973년 1월 ~ 1978년 7월   | 숭전대학교 |
| 9대      | 김창호 | 1978년 8월 ~ 1981년 10월  | 숭전대학교 |
| 10대     | 강신명 | 1981년 11월 ~ 1981년 12월 | 숭전대학교 |
| 11대     | 서길모 | 1982년 1월 ~ 1984년 10월  | 숭전대학교 |
| 12대     | 김영호 | 1984년 11월 ~ 1987년 2월  | 숭전대학교 |
| 12대     | 김영호 | 1987년 3월 ~ 1988년 1월   | 숭실대학교 |
| 13대     | 림인식 | 1988년 4월 ~ 1995년 6월   | 숭실대학교 |
| 14대     | 김삼환 | 1988년 4월 ~ 1995년 6월   | 숭실대학교 |
| 15대     |        | 1988년 4월 ~ 1995년 6월   | 숭실대학교 |
| 16~17대  | 곽선희 | 1996년 3월 ~ 2003년 6월   | 숭실대학교 |
| 18대     | 이원설 | 2003년 6월 ~ 2006년 12월  | 숭실대학교 |
| 19~210대 | 박종순 | 2006년 12월 ~ 2016년 4월  | 숭실대학교 |
| 22대     | 김삼환 | 2016년 5월 ~ 2018년 10월  | 숭실대학교 |
| 23대     | 박광준 | 2018년 10월 ~             | 숭실대학교 |